# Гуадалентин
Гуадалентин (исп. Río Guadalentín) или Сангонера — река на юго-востоке Испании.

## Этимология
Название происходит от арабского Oued al Lentin, что означает «река грязи».

## Гидрология
Длина реки — 98 километров, площадь водосборного бассейна — 3458 км². Начинается при слиянии рек Велес и Лучена в горах Сьерра-де-Мария (Кордильера-Суббетика) в провинции Альмерия в Андалусии, далее река протекает по Мурсии, где впадает в Сегуру. Приток: Нагальте.

## Наводнения
Река считается одной из самых полноводных рек региона, она часто выходит из берегов вызывая затопление прибрежной территории. За последние 250 лет отмечено более 2000 смертельных случаев. Только в 1802 году в результате прорыва плотины погибло более 600 человек.